# اس‌اس زاله
اس‌اس زاله (به انگلیسی: SS Saale) یک کشتی بود که طول آن ۴۳۹ فوت ۶ اینچ (۱۳۳٫۹۶ متر) بود. این کشتی در سال ۱۸۸۶ ساخته شد.